# Drobeta-Turnu Severin
Drobeta-Turnu Severin (węg. Szörényvár, do 1972 Turnu Severin) – miasto w południowo-zachodniej Rumunii, stolica okręgu Mehedinți. Miasto leży nad Dunajem, przy granicy z Serbią, poniżej Żelaznej Bramy. 
Podczas II wojny światowej w okolicy miasta znajdował się obóz internowania (byli w nim przetrzymywani także Polacy).

## Galeria

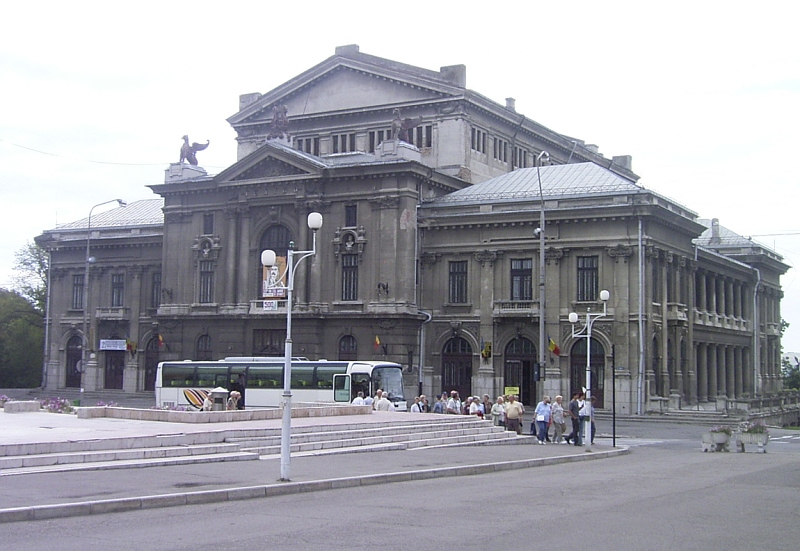
Teatr
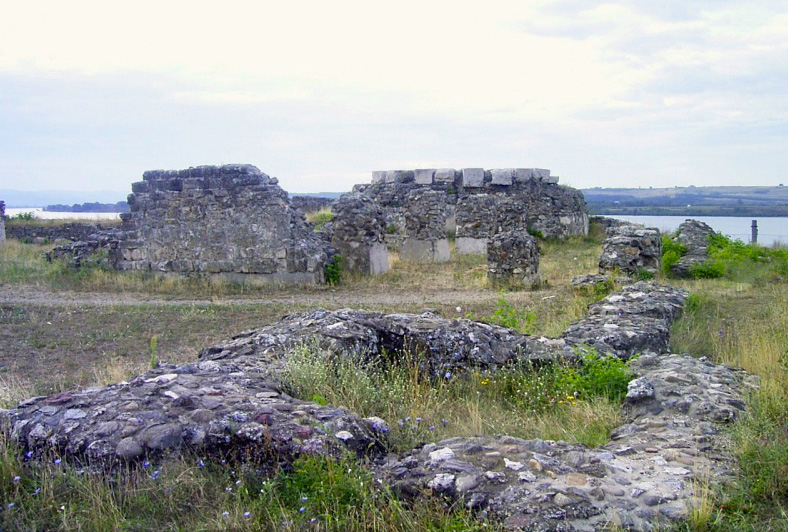
Ruiny mostu Trajana